# Dennis van der Ree
Dennis van der Ree (Rotterdam, 19 april 1979) is een Nederlands voetbalcoach en voormalig profvoetballer.

## Biografie
Als speler kwam hij uit voor onder meer FC Utrecht, NAC Breda, AGOVV en SC Cambuur. Eind 2012 beëindigde Van der Ree zijn profcarrière. Hij voetbalde nog vijf jaar bij de amateurs van Blauw Wit '34, waarna hij ook zijn amateurcarrière beëindigde. Na zijn spelerscarrière werd Van der Ree trainer. In mei 2019 maakte hij de overstap naar FC Twente als assistent-trainer. Vanaf het seizoen 2022/2023 is hij assistent-trainer van FC Groningen. Hij tekende een contract tot medio 2024. Op 2 december 2022 werd hij voor de resterende deel van het seizoen aangesteld als interim-trainer van FC Groningen. Op 2 januari 2023 werd hij aangesteld als hoofdtrainer voor de rest van het seizoen. Na dat seizoen vertrok hij bij FC Groningen, dat onder zijn leiding degradeerde naar de Keuken Kampioen Divisie. Op 8 juni 2023 werd bekend dat Van Der Ree per seizoen 2023/2024 assistent-trainer wordt bij Go Ahead Eagles.

## Clubstatistieken
| Seizoen | Club            | Duels | Goals | Competitie             |
| ------- | --------------- | ----- | ----- | ---------------------- |
| 1996/97 | BVV Barendrecht | -     | -     | Zaterdag Hoofdklasse B |
| 1997/98 | FC Utrecht      | 15    | 0     | Eredivisie             |
| 1998/99 | FC Utrecht      | 14    | 0     | Eredivisie             |
| 1999/00 | NAC Breda       | 23    | 0     | Eerste divisie         |
| 2000/01 | FC Utrecht      | 6     | 0     | Eredivisie             |
| 2001/02 | FC Utrecht      | 2     | 0     | Eredivisie             |
| 2002/03 | SHO             | 26    | 0     | Zaterdag Hoofdklasse A |
| 2003/04 | AGOVV           | 23    | 0     | Eerste divisie         |
| 2004/05 | AGOVV           | 28    | 0     | Eerste divisie         |
| 2005/06 | AGOVV           | 29    | 0     | Eerste divisie         |
| 2006/07 | AGOVV           | 21    | 0     | Eerste divisie         |
| 2007/08 | SC Cambuur      | 2     | 0     | Eerste divisie         |
| 2008/09 | SC Cambuur      | 19    | 0     | Eerste divisie         |
| 2009/10 | SC Cambuur      | 27    | 1     | Eerste divisie         |
| 2010/11 | SC Cambuur      | 19    | 0     | Eerste divisie         |
| 2011/12 | SC Veendam      | 0     | 0     | Eerste divisie         |
| 2011/12 | AGOVV           | 5     | 0     | Eerste divisie         |
| Totaal  | Totaal          | 233   | 1     |                        |

Bijgewerkt tot en met 24-01-2012
1 Plogmann ·
2 Deijl  ·
3 Nauber ·
4 Kramer ·
5 James ·
6 Twigt ·
7 Breum ·
8 Linthorst ·
9 Smit ·
10 Tengstedt ·
11 Sivertsen ·
14 Pettersson ·
15 Weijenberg ·
16 Edvardsen ·
17 Suray ·
19 Antman ·
21 Llansana ·
22 De Busser ·
24 Everink ·
26 Dirksen ·
27 Stokkers ·
28 Saathof ·
29 Adelgaard ·
30 Jansen ·
31 Boakye ·
33 Verdoni ·
Coach: Simonis
· Assistent-trainer: F. Berghuis
· Assistent-trainer: T. Berghuis
· Assistent-trainer: Van der Ree
· Keeperstrainer: Weghorst